# Hegemonía Andina
La Hegemonía Andina, también conocida como Andinato, fue un periodo histórico de Venezuela que inicia el 23 de octubre de 1899 con el triunfo de la Revolución Liberal Restauradora de Cipriano Castro y finaliza el 18 de octubre de 1945 con el Golpe de Estado en Venezuela de 1945 al presidente Isaías Medina Angarita.
Este periodo se caracteriza por la predominancia casi total de líderes militares provenientes del Estado Táchira, en los Andes venezolanos. En este período se descubrieron los enormes yacimientos petrolíferos del país, lo que tuvo un efecto importante en la economía de Venezuela. Durante el gobierno de Juan Vicente Gómez se institucionalizaron las fuerzas armadas de Venezuela, lo que significó el fin de las guerras civiles venezolanas.

## Antecedentes
Los Andes venezolanos no habían participado activamente en las Guerras civiles venezolanas, a su vez era la región más rica de Venezuela a través de la exportación de café. El gobernador de Táchira Cipriano Castro partió al exilio en 1892 al triunfo de la Revolución Legalista de Joaquín Crespo.
Tras el fraude electoral de 1897, que le otorgó la victoria a Ignacio Andrade candidato de Crespo, el gobierno empezó a desestabilizarse, el caudillo José Manuel Hernández inicio la Revolución de Queipa posterior a eso el gobierno tuvo que hacer frente a la rebelión de Ramón Guerra. Joaquín Crespo fue asesinado en la Batalla de la Mata Carmelera, por lo que Venezuela entró en un período de incertidumbre, ya que Andrade no era él mismo un caudillo y él era el lugarteniente de Crespo.

### Revolución Liberal Restauradora
En 1899 Cipriano Castro formó un verdadero ejército con reclutas andinos con el apoyo de su compadre Juan Vicente Gómez y del general Luciano Mendoza a los que se le unirían muchos más, entre ellos un joven Eleazar López Contreras. Los rebeldes derrotan al gobierno en las batallas de El Zumbador y de Tocuyito.

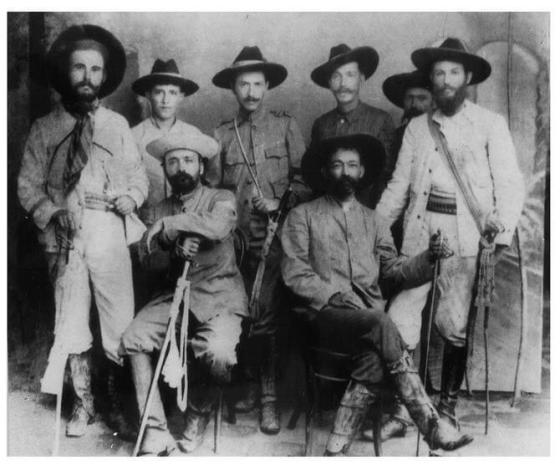
Cipriano Castro después de la batalla de Tocuyito.

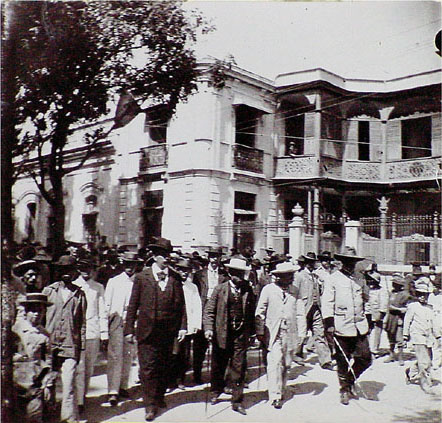
Entrada de Cipriano Castro a Caracas en 1899.

El ministro de Guerra y Marina Diego Bautista Ferrer desobedece las órdenes del presidente Ignacio Andrade y no ataca al ejército de Castro en La Victoria, por lo que Cipriano Castro entra a Caracas sin prácticamente resistencia y toma el poder. En su discurso de toma de posesión, Castro aseguró que: 
«... se ha inaugurado un gobierno que es el renacimiento de la República y cuyo programa puede sintetizarse así: nuevos hombres, nuevos ideales, nuevos procedimientos.»
Esto representó el fin del periodo llamado Liberalismo Amarillo y el inicio de la Hegemonía Andina.

## Dictadura de Cipriano Castro
El nuevo gobierno tuvo que afrontar múltiples alzamientos, por lo que Juan Vicente Gómez en 4 años de activa campaña con sus tropas andinas sofocó no solo las rebeliones en curso, sino que incluso se aseguró de que no hubiera más rebeliones colocando tenientes andinos y tropas andinas en todas las capitales regionales de Venezuela. El 22% del presupuesto nacional fue destinado a la guerra y de 1899 a 1903 hubo 372 batallas con un saldo total de 20.000 muertos. Desde entonces el nuevo gobierno se dedicó a iniciar un proyecto centralista.

### Conflictos internos

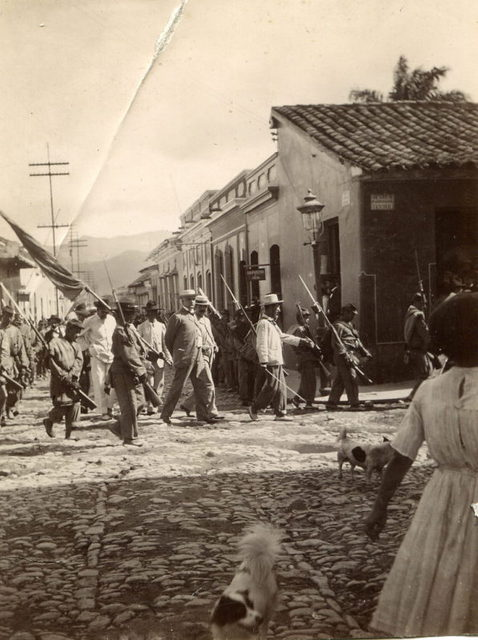
Manuel Antonio Matos y otros banqueros son obligados a caminar encadenados por Caracas.

A finales de 1899 Cipriano Castro convoca a los mayores banqueros del país a una reunión con el objetivo de pedir un préstamo a estos para financiar las obras del nuevo gobierno, Manuel Antonio Matos, principal accionista del Banco de Venezuela declina la oferta al igual que los principales directivos de la banca nacional. En consecuencia el gobierno ordena su arresto y los hace pasear encadenados por las calles de Caracas. Poco después serían liberados con la condición de entregar el préstamo.
Este episodio hizo crecer el descontento contra Castro. En febrero sufre un intento de magnicidio durante las celebraciones de Carnaval. José Manuel Hernández se levanta en armas pero es derrotado y encarcelado. En octubre Cipriano Castro convoca una asamblea constituyente y aprueba la Constitución de Venezuela de 1901.

### Participación en la Guerra de los Mil Días
El 17 de octubre de 1899 en Colombia había iniciado una Guerra Civil debido a una sublevación liberal contra el gobierno conservador de Manuel Antonio Sanclemente quien sería derrocado por José Manuel Marroquín. El tendría que seguir luchando contra los rebeldes liberales apoyados por los gobiernos de Ecuador, Guatemala, Nicaragua y el gobierno de Cipriano Castro en Venezuela.
En este contexto, a mediados de julio Castro reúne 1.500 soldados y organiza defensas en San Cristóbal, informado de que el gobierno conservador de Colombia planeaba invadir a Venezuela para derrocarlo y capturar a los liberales colombianos refugiados en Venezuela. El militar venezolano Carlos Rangel Garbiras lidera la invasión y se enfrenta al gobierno en la Batalla de San Cristóbal, el liberal colombiano Rafael Uribe Uribe lucha del lado del gobierno y expulsan a las tropas conservadoras y Carlos Rangel Garbiras se exilia en Colombia. Castro reacciona financiando rebeldes que se enfrentar al gobierno colombiano en la batalla de Carazúa con resultados negativos.

### Revolución Libertadora
En diciembre Luciano Mendoza, presidente del estado Aragua, se alza en contra del gobierno, a esta acción es seguida por múltiples caudillos liderados por Manuel Antonio Matos quien logró convencer a varios caudillos locales descontentos con el gobierno para sumarse a la lucha. Estos recibieron financiamiento de varias empresas extranjeras que operaban en Venezuela descontentas con el nuevo gobierno. El general Ramón Guerra es arrestado y Juan Vicente Gómez es comisionado a enfrentar la rebelión. Se unen a la rebelión Roberto Vargas Díaz, Nicolás Rolando Monteverde, Gregorio Segundo Riera, Juan Pablo Peñaloza, Domingo Monagas Marrero, Carlos Rangel Garbiras, Lino Duarte Level, Santos Dominici, Tomás Funes, John Boulton, José María Ortega Martínez entre muchos otros en todo el territorio nacional.

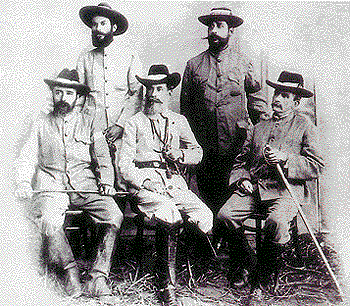
Algunos líderes de la revolución: El General Manuel Antonio Matos sentado al centro, Lino Duarte Level (derecha), Dr. Santos Dominici (izquierda), Manuel Matos hijo (de pie) y Epifanio Acosta (de pie).

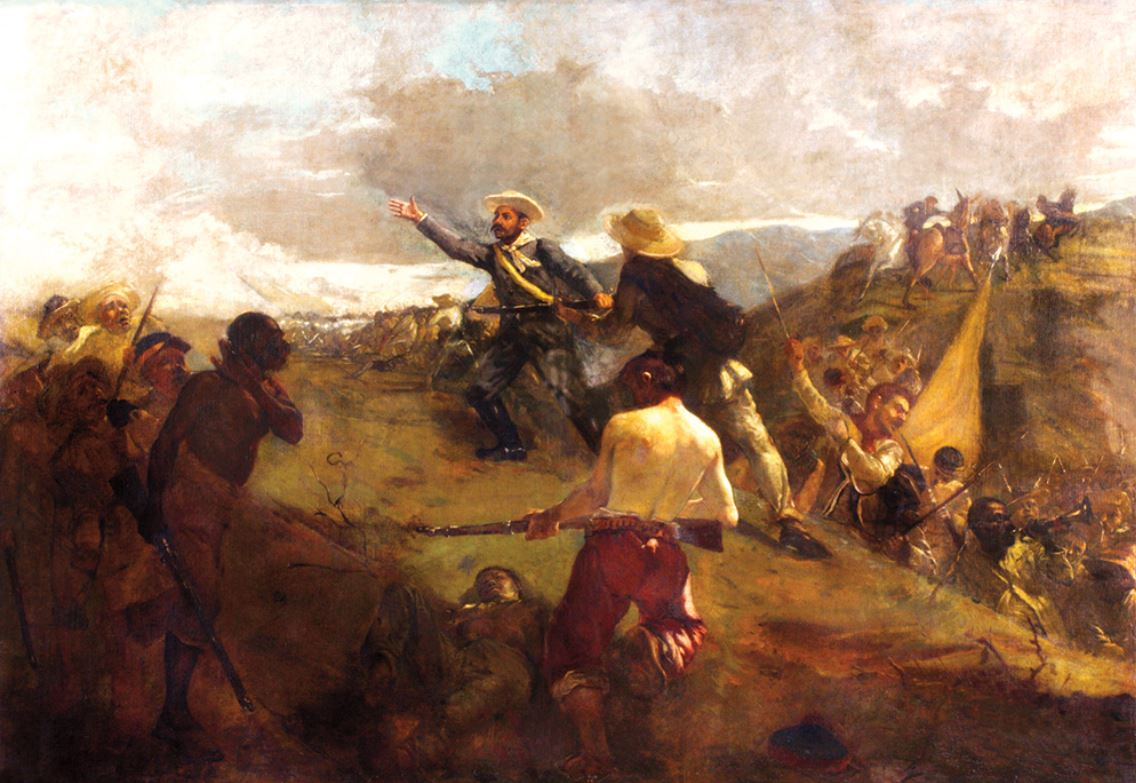
Batalla de La Victoria.

Domingo Monagas Marrero sugiere evitar enfrentar a las tropas del gobierno y marchar directamente hacia Caracas, sin embargo Luciano Mendoza y Manuel Antonio Matos deciden aplazar el ataque a Caracas a través de los valles del Tuy y en su lugar deciden ir de frente contra el restaurador en La Victoria con lo que esperaban un triunfo definitivo terminara la guerra. La Batalla de La Victoria fue un desastre para los revolucionarios y un gran éxito para el gobierno.

### Bloqueo naval a Venezuela

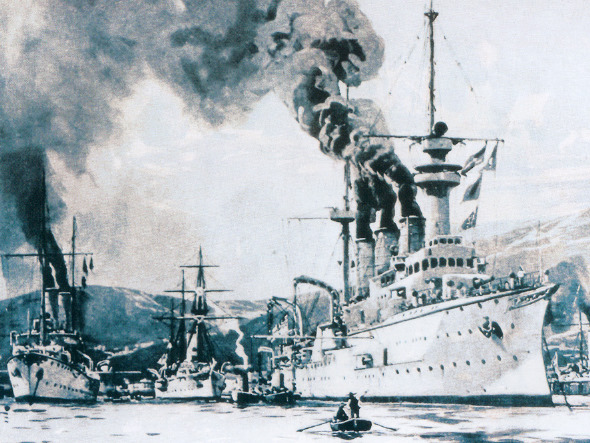
Bloqueo de Venezuela por las potencias europeas en 1902.

El 22 de diciembre de 1902 inicio bloqueo naval impuesto a Venezuela por las marinas de guerra del Imperio Británico, el Imperio alemán y el Reino de Italia. Esto debido a la posición temeraria de Cipriano Castro de declarar la suspensión del pago de la deuda externa del país. Castro recibió el apoyo del gobierno argentino que anuncio la Doctrina Drago que  establece que ningún Estado extranjero puede utilizar la fuerza contra una nación americana con la finalidad de cobrar una deuda financiera. Esta situación hizo que muchos de los líderes de la Revolución Libertadora se unieran al gobierno en contra del invasor extranjero. 

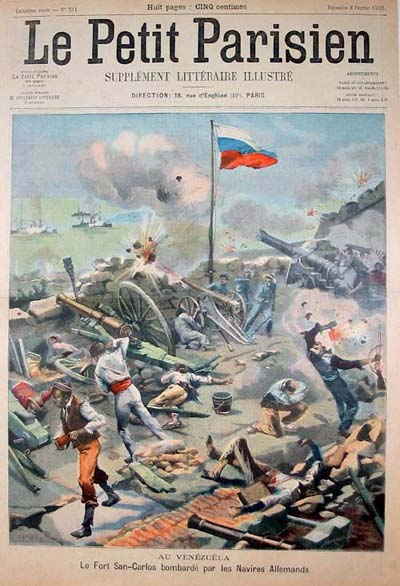
Bombardeo del Fuerte San Carlos.

Alemania perseguía agresivamente su bloqueo en el oeste de Venezuela, donde había una gran colonia de comerciantes alemanes en Maracaibo. En enero de 1903 se dio el Bombardeo del Fuerte San Carlos por 2 buques de la Marina Imperial alemana. Esto generó un fuerte rechazo por parte del gobierno de los Estados Unidos y presidente Theodore Roosevelt amenazó con aplicar la Doctrina Monroe y conminó a las partes a una reunión conciliatoria que culminó con los Protocolos de Washington que dieron fin al conflicto. En 1904 la Corte Permanente de Arbitraje de La Haya emite una sentencia que establece que Venezuela debería destinar el 30% de sus ingresos aduaneros al pago de la deuda.

### Pacificación del país y nuevos conflictos
Los últimos líderes rebeldes de la Revolución Libertadora fueron derrotados en la Batalla de Ciudad Bolívar poniendo punto final a la última guerra civil de Venezuela. El Cuartel de El Capitolio fue el último en rendirse y el general Nicolás Rolando Monteverde fue capturado junto a su Estado Mayor el 21 de julio de 1903. Al año siguiente Cipriano Castro aprueba una nueva constitución que aumentó el periodo presidencial de 4 a 6 años y redujo los estados federales a 13.

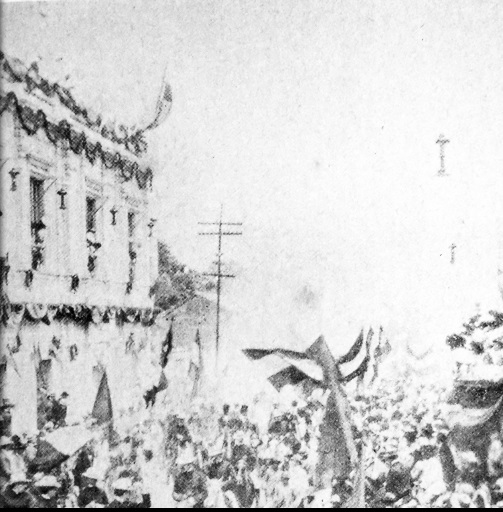
La Aclamación de 1906.

Cipriano Castro entra en conflicto con las compañías extranjeras que financiaron la Revolución Libertadora esto se concreta en un juicio entablado contra la New York & Bermúdez Company y la expropiación de la Orinoco Steamship Co. Ambos casos desembocan en la ruptura de relaciones entre Estados Unidos y Venezuela en 1908. En 1905 es anulado el contrato con la Compañía Francesa del Cable Interoceánico y se ordena el cierre de las oficinas de la empresa en el país y la expulsión del Encargado de Negocios de Francia, como consecuencia en 1906 Venezuela y Francia rompen relaciones diplomáticas. Ese mismo año ocurre los hechos de La Aclamación.
A inicios de 1907 ocurre el asesinato de Luis Mata Illas, gobernador del Distrito Federal de Venezuela, a manos de un grupo de ebrios encabezados por el general Isaías Nieto y Eustoquio Gómez. En febrero el general Antonio Paredes invade el país, sin embargo es captura y ejecutado por órdenes de Cipriano Castro a pesar de  que la pena de muerte estaba prohibida constitucionalmente. Paralelamente, el régimen se enfrenta a las compañías holandesas y ordena la requisa obligatoria de los buques de bandera neerlandesa, todo ello conduce, igualmente, a la ruptura de las relaciones diplomáticas con el Reino de los Países Bajos y al bloqueo naval de los puertos nacionales por naves de guerra holandesas durante la Crisis neerlandesa-venezolana de 1908.

### Golpe de Estado de 1908
En 1908, la salud de Cipriano Castro empeora por lo que se ve forzado a operarse en Alemania dejando a Juan Vicente Gómez a cargo de la presidencia. Ya con Castro fuera del país el 19 de diciembre con la excusa de una supuesta conspiración para asesinarlo, Gómez arresta al gobernador Pedro María Cárdenas y lo encierra en la Rotunda. Posteriormente destituye a los jefes militares y ministros del gobierno fieles a Cipriano Castro dando fin a su gobierno.

## Dictadura de Juan Vicente Gómez

### Primer mandato
Juan Vicente Gómez revirtió las medidas de Cipriano Castro el 21 de diciembre y dos días después, los Países Bajos retiraron a sus buques de guerra de las costas venezolanas. Gómez inicia su gestión concediendo la libertad a los presos políticos e invitando a quienes permanecían en el exilio a regresar al país; además restaura la libertad de prensa. A su vez decide no disolver el Congreso Nacional. En 1909 los familiares de Antonio Paredes denuncian formalmente a Cipriano Castro por su ejecución. Una de las primeras medidas de Gómez fue comenzar a cancelar las deudas internacionales venezolanas pendientes, objetivo que pronto se logró. Bajo Gómez, Venezuela adquirió todos los accesorios de un ejército nacional regular integrado y dirigido casi en su totalidad por andinos.

#### Quiebre institucional
En 1909 aprueba una nueva constitución que reduce el periodo presidencial a 4 años y en 1910 Gómez es electo por el Congreso como presidente constitucional. En 1913 el periodista Rafael Arévalo González fue arrestado después de proponer al abogado Félix Monte como sucesor de Juan Vicente Gómez en las elecciones presidenciales de 1913, por tal motivo fue arrestado en La Rotunda, mientras Félix Monte se exilia en Estados Unidos.
El régimen de legalidad termina en ese mismo año cuando Juan Vicente Gómez suspende las garantías constitucionales y las elecciones presidenciales, instaurando oficialmente una dictadura en el país. Dicha decisión justificada en la inminente invasión del país por parte de enemigos de Gómez en nombre de Cipriano Castro. El gobierno emprende una fuerte censura a la prensa y muchos periodistas son encarcelados. El régimen gomecista se valdría de unas 7 reformas constitucionales para legalizar su permanencia en el poder durante 27 años.
En ese momento, el país tenía un sistema telegráfico generalizado. En estas circunstancias, se cercenó la posibilidad de levantamientos de caudillos. La única amenaza armada contra Gómez provino de un ex socio comercial descontento a quien le había dado el monopolio de todo el comercio marítimo y fluvial Román Delgado Chalbaud en 1913, sin embarco la conspiración fue delatada, por lo que el y unos 157 supuestos colaboradores fueron arrestados.

#### Boomde la Industria del petróleo

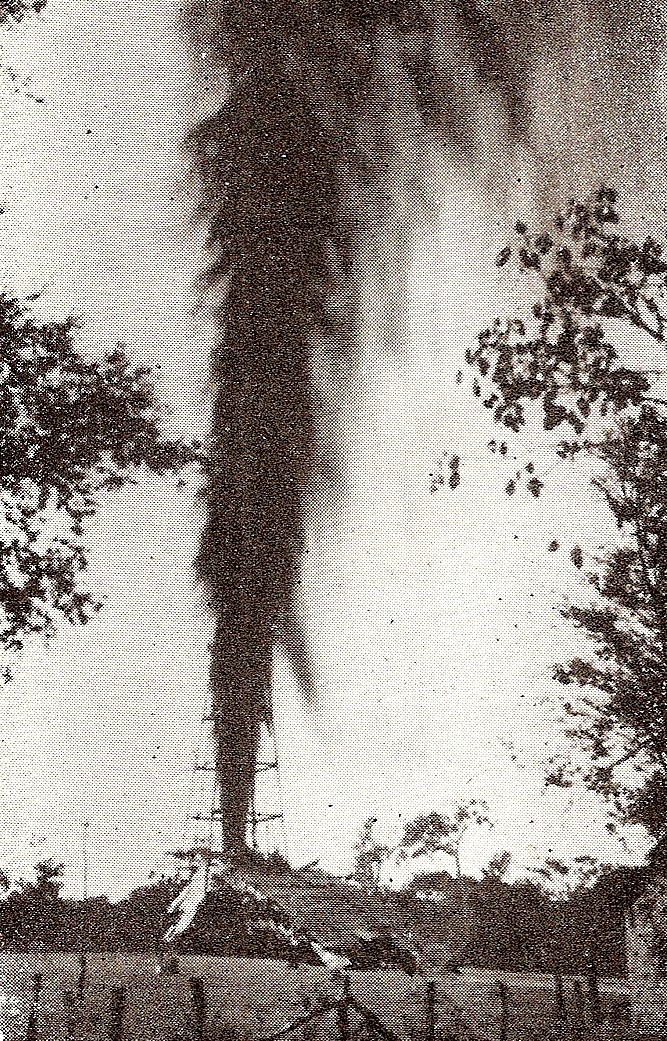
Reventón del pozo Barroso II en 1922.

Juan Vicente Gómez continuó una política de otorgamiento de concesiones a compañías petroleras extranjeras que poseían la tecnología necesaria para poder desarrollar la industria en el país. Venezuela había tratado de extraer petróleo en compañías como Compañía Petrolera del Táchira sin mucho éxito.
Gómez tenía la facultad plena para administrar y otorgar concesiones petroleras sin necesidad del consentimiento del Congreso. Durante su gobierno, se otorgaron 4 concesiones para explorar, producir y refinar petróleo, las cuales fueron solicitadas con el evidente propósito de ser negociadas con inversionistas extranjeros.

### Administraciones de José Gil Fortoul y Victorino Márquez Bustillos
En 1913 José Gil Fortoul es nombrado presidente del Consejo de Gobierno mientras Juan Vicente Gómez se ocupaba de los alzamientos en su contra como el levantamiento de Horacio Ducharne y la conspiración de Luis Rafael Pimentel, lo que convirtió a Gil Fortoul en presidente interino hasta 1914.
En mayo de 1913 ocurre la Noche de los machetes en donde se perpetró el magnicidio del gobernador del Territorio Federal Amazonas Roberto Pulido, Tomás Funes asumió de facto dicha función después de cometer dicho crimen hasta su ejecución a manos del general Emilio Arévalo Cedeño en 1921.

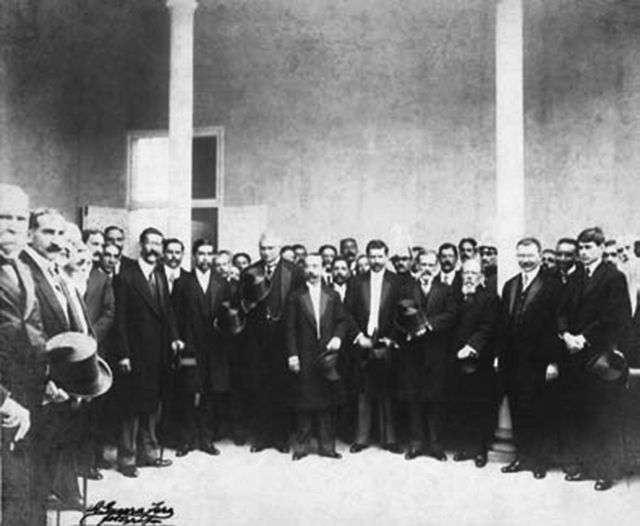
Victorino Márquez Bustillos y su gabinete de gobierno.

En abril de 1914, Juan Vicente Gómez es electo por el Congreso Presidente de Venezuela. Sin embargo Gómez decide no asumir la Presidencia, permaneciendo en Maracay como comandante en jefe del ejército nacional. Ante estas circunstancias, Victorino Márquez Bustillos, quien había sido nombrado Presidente Provisional, se mantiene en el cargo durante 7 años, por lo que Venezuela contó con 2 presidentes.

#### Pandemia de gripe Española

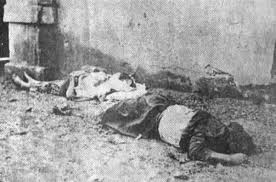
Víctimas de la pandemia de gripe española en Venezuela

La pandemia de gripe de 1918 alcanzaría Venezuela en octubre de ese mismo año, durante su segunda onda mundial. Causó la muerte de al menos 25.000 venezolanos, más de 1 % de la población. El gobierno mantuvo una política de censura y de poca inversión en la salud.

#### Generación del 18
A finales de 1918 y principios de 1919 estudiantes y gran parte de la sociedad civil se manifiestan en contra del gobierno gomecista, dichas manifestaciones fueron sofocadas, acabando la mayoría de sus líderes en prisión o el exilio. Durante esa época se dio un boom literario en Venezuela, surgió una serie de poetas venezolanos que crearon una poesía nueva y moderna, que se libera de los cánones del modernismo hispanoamericano.

#### Creación de la fuerza aérea

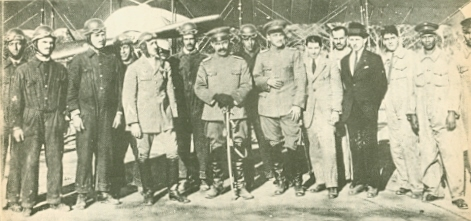
Pioneros de la Aviación Militar Venezolana junto al general Juan Vicente Gómez.

En 1912 se había realizado el Primer vuelo en Venezuela dando inicio a la aviación en el país. El 17 de abril de 1920, se decreta la creación de la Escuela de Aviación Militar de Venezuela.

### Segundo mandato
En 1922 Juan Vicente Gómez volvió a la presidencia constitucional, su hermano el general Juan Crisóstomo Gómez y su hijo José Vicente Gómez Bello fueron elegidos como primer y segundo vicepresidente respectivamente, sin embargo entre ellos surge una rivalidad que finaliza tras el asesinato de Juan Crisóstomo Gómez en 1923.

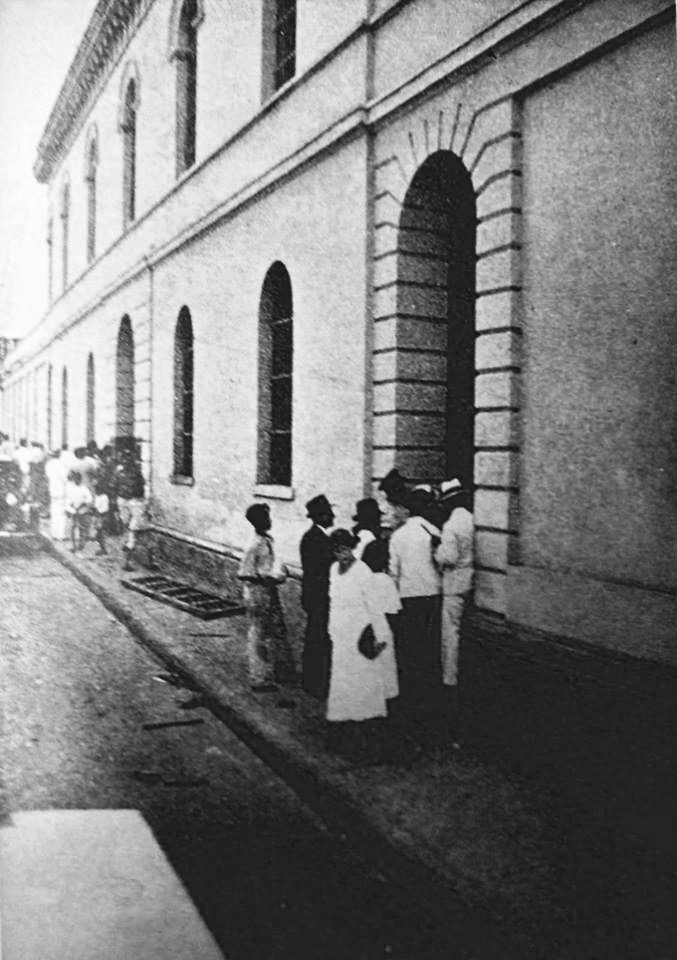
Fachada exterior de la La Rotunda durante un día de visita.

Muchos de los presos políticos eran enviados a la Rotunda a cumplir con trabajos forzados. Uno de los torturadores más crueles de esta cárcel fue Nereo Pacheco. Famoso fue el caso de la construcción de la carretera Trasandina en los Andes venezolanos en la que se usó a los presos para su construcción.

#### Protestas estudiantiles de 1928

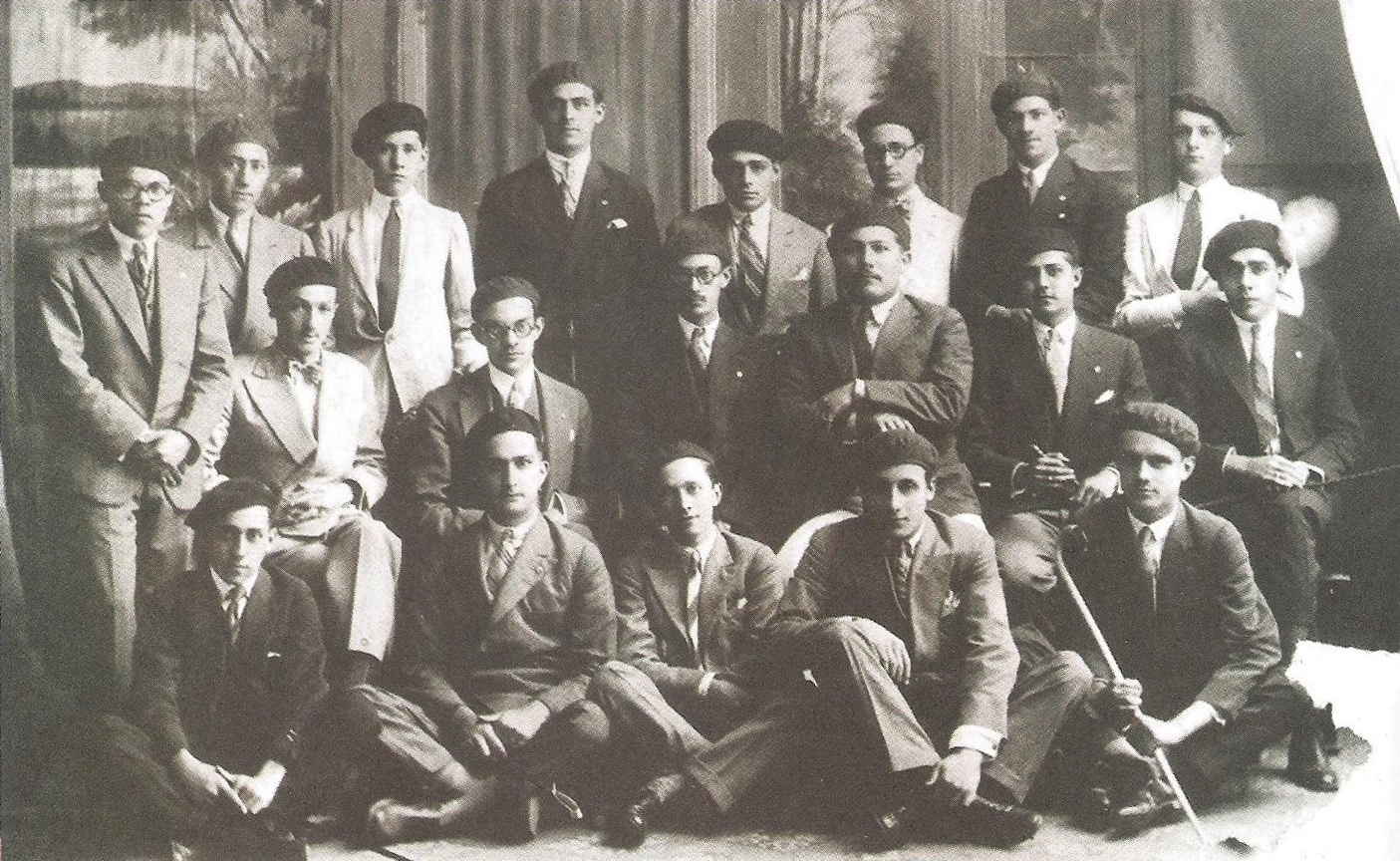
Generación del 28.

En 1928 los estudiantes universitarios protagonizaron manifestaciones callejeras y discursos políticos cargados de ideas marxistas. Entre sus participantes destacaban Rómulo Betancourt, Jóvito Villalba, Andrés Eloy Blanco, Raúl Leoni entre muchos otros.
Muchos de sus miembros fueron detenidos pero pronto liberados. Algunos posteriormente protagonizaron la fallida Insurrección del 7 de abril de 1928 la cual fue controlada por el general Eleazar López Contreras.

### Administración de Juan Bautista Pérez

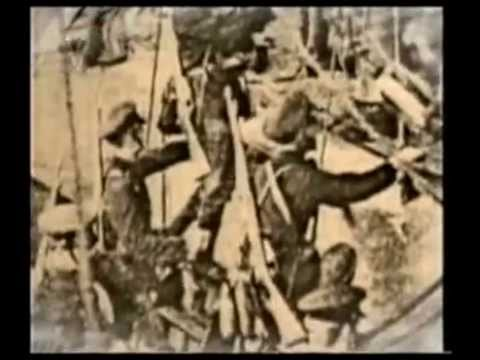
Invasión de Vela de Coro de 1929.

Juan Bautista Pérez es nombrado presidente el 30 de mayo de 1929. Este año el gobierno debe sortear una serie de insurrecciones como La Gabaldonera de abril a junio dirigida por José Rafael Gabaldón y la Invasión de Vela de Coro de 1929 dirigida por Rafael Simón Urbina y Gustavo Machado en junio.

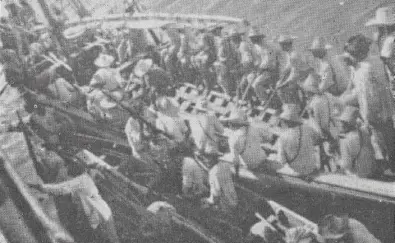
Expedición del Falke.

La mayor de todas las insurrecciones fue la llamada Expedición del Falke dirigida por Román Delgado Chalbaud quien fue abatido durante el enfrentamiento. En 1930, por voluntad de Juan Vicente Gómez, ordena cancelar la totalidad de la deuda externa del país. En 1931 Gómez obliga a renunciar a Juan Bautista Pérez, por lo que se realizaron la Elecciones presidenciales de Venezuela de 1931 y se reformó nuevamente la constitución.

### Tercer mandato

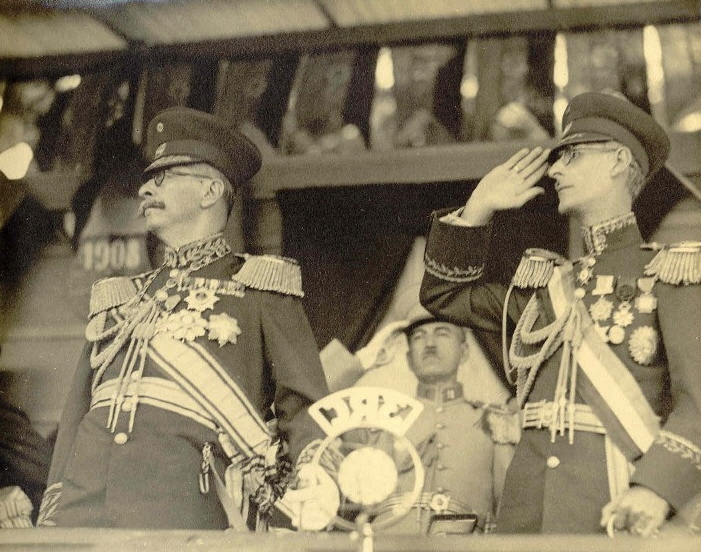
Juan Vicente Gómez y Eleazar López Contreras en Maracay en 1934.

En 1931 empezaron a surgir clandestinamente partidos políticos, el primero sería el Partido Comunista de Venezuela, el cual estaba ilegalizado constitucionalmente debido a la prohibición del comunismo en el país. Posteriormente surgiría la Agrupación Revolucionaria de Izquierda liderado por Rómulo Betancourt, quien junto a otros exiliados firman el Plan de Barranquilla. Un grupo de exiliados junto a guerrilleros mexicanos realizaron la Toma de Capatárida, pueblo que es recuperado rápidamente. En 1931 Eleazar López Contreras es nombrado ministro de Guerra y Marina. En 1935 la salud de Juan Vicente Gómez empieza a deteriorarse y finalmente muere en Maracay el 17 de diciembre de 1935 terminando así 27 años de dictadura gomecista, que fue formalmente autodenominada la Rehabilitación.

## Gobierno de Eleazar López Contreras

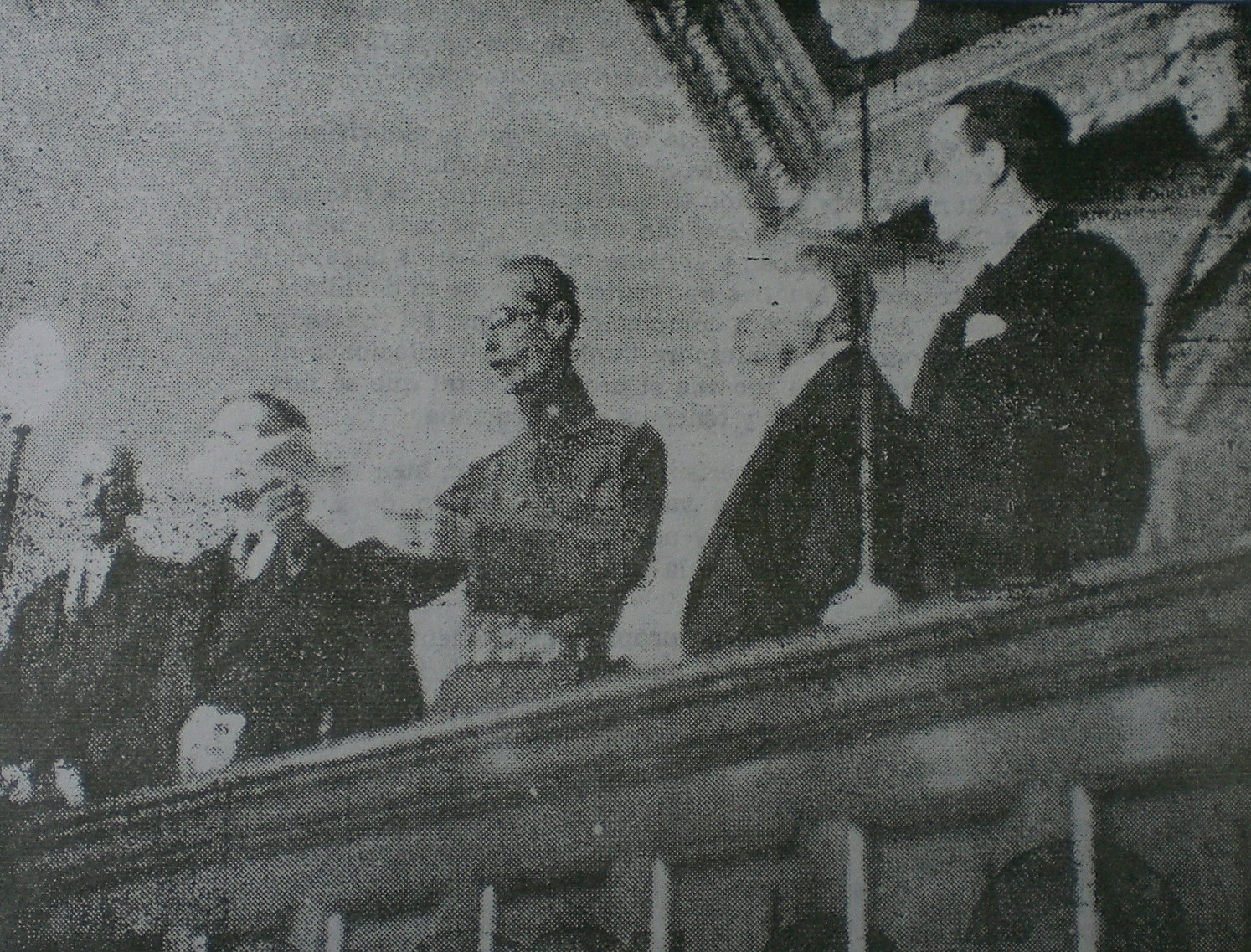
Toma de posesión de López Contreras como presidente de Venezuela ante el Congreso de la Unión en 1936.

Debido a la muerte de Juan Vicente Gómez, Eleazar López Contreras es designado presidente encargado. El 21 de diciembre, el gobernador de Lara y primo de Gómez, Eustoquio Gómez quien aspiraba el poder, es asesinado en extrañas circunstancias.
Una de las primeras obras de López Contreras fue ordenar la demolición de La Rotunda y construir la Plaza La Concordia en su lugar. Se pretendía llegar a un entendimiento nacional y una democratización del país de manera institucional, el lema del gobierno fue "Calma y cordura”". En 1936 nació la Unión Nacional Estudiantil, liderada por Rafael Caldera.

### Protestas de 1936

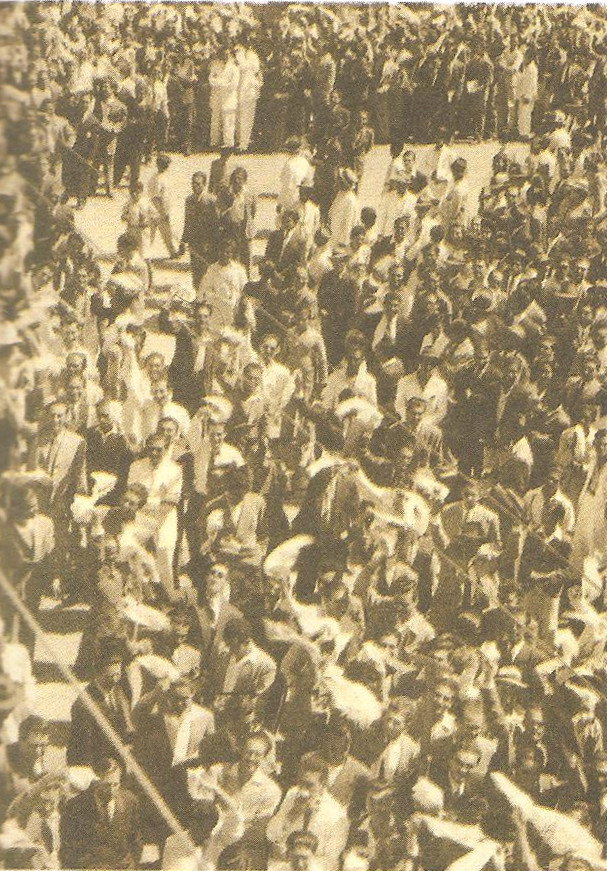
Manifestación del 14 de febrero de 1936.

Ante la muerte de Juan Vicente Gómez, muchos venezolanos vieron la posibilidad de lograr cambios en el sistema político del país, para ello muchos exigían sacar a varias figuras del gomecismo, en este contexto se dio la manifestación del 14 de febrero de 1936 en la cual el gobernador del distrito federal Félix Galavís reprimió fuertemente a los manifestantes, saldando 6 muertos y centenar y medio de heridos.
Como consecuencia Galavís fue destituido y el presidente Eleazar López Contreras lanza el denominado Plan de Febrero en el cual fijó las directrices para el cambio político, económico y social del país. Las elecciones presidenciales de Venezuela de 1936 ratifican a López Contreras en el cargo, antes las constantes manifestaciones civiles, el ministro de Relaciones Interiores Alejandro Lara Núñez impuso la Ley Lara en junio con la finalidad de controlar las manifestaciones políticas de la oposición.
En julio se sanciona la Constitución de Venezuela de 1936, primeras constitución postgomecista que reduce el periodo presidencial y da mayores libertades civiles pero que prohíbe las actividades comunistas y anarquistas en el país con pena de destierro. En 1936 la Agrupación Revolucionaria de Izquierda se convierte en el Partido Democrático Nacional es cual exigió su legalización, sin embargo el gobierno se niega y sus líderes son perseguidos y el partido pasa a la clandestinidad.

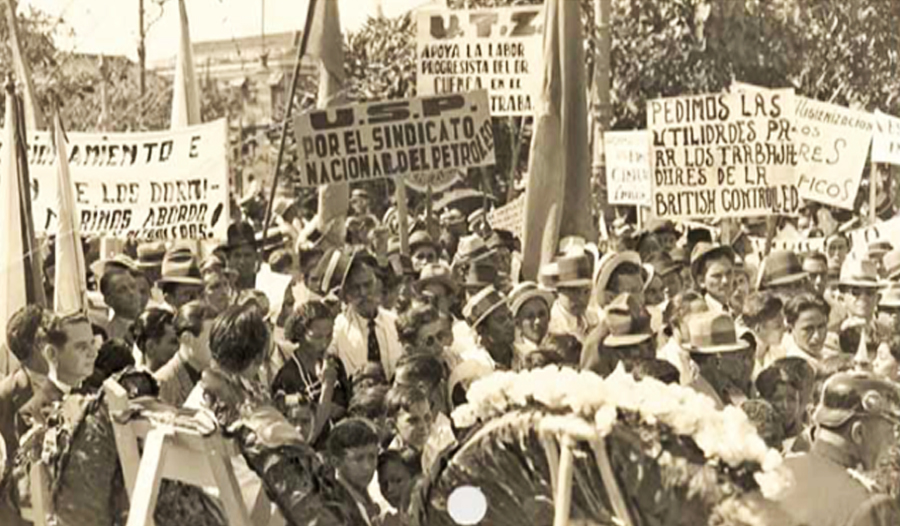
Huelga petrolera en Venezuela de 1936

A finales de año inicio la huelga petrolera en Venezuela de 1936 apoyada por el clandestino Partido Comunista de Venezuela, debido a las malas condiciones laborales del sector. la huelga fue reprimida pero varios de sus objetivos fueron logrados.

### Inversión en educación y salud
El 25 de febrero de 1936 se creó el Ministerio de Sanidad y Asistencia Social. Muchas de las innovaciones que el Ministerio introdujo se deben a Arnoldo Gabaldón. También fue creado el Ministerio de Agricultura y Cría debido a la importancia que la política de Eleazar López Contreras intentaba atribuirle al desarrollo agrícola. El 6 de agosto de 1936 fue la creación del Consejo Venezolano del Niño y el Estatuto de Menores. Estas instituciones fueron respaldadas por el presidente a través de todo el país y se les dio una organización permanente cuyo presupuesto se aumentó para potenciar la lucha contra las principales enfermedades y epidemias.
El 4 de agosto de 1937 el presidente Eleazar López Contreras crea la Guardia Nacional de Venezuela inspirado en la  Guardia Civil española. En 1937 creó el Parque nacional Henri Pittier. En 1938 se creó el Instituto Técnico de Inmigración y Colonización. En 1937 se creó una comisión encabezada por Manuel Egaña, para el estudio del funcionamiento y regulación de los bancos centrales de América. Dicha comisión entregó un proyecto de ley que fue sancionada el 8 de septiembre de 1939 por el Congreso de los Estados Unidos de Venezuela. Dicha ley autorizó la creación del Banco Central de Venezuela. En 1941 se firmó el Tratado López de Mesa-Gil Borges con Colombia. 

## Gobierno de Isaías Medina Angarita

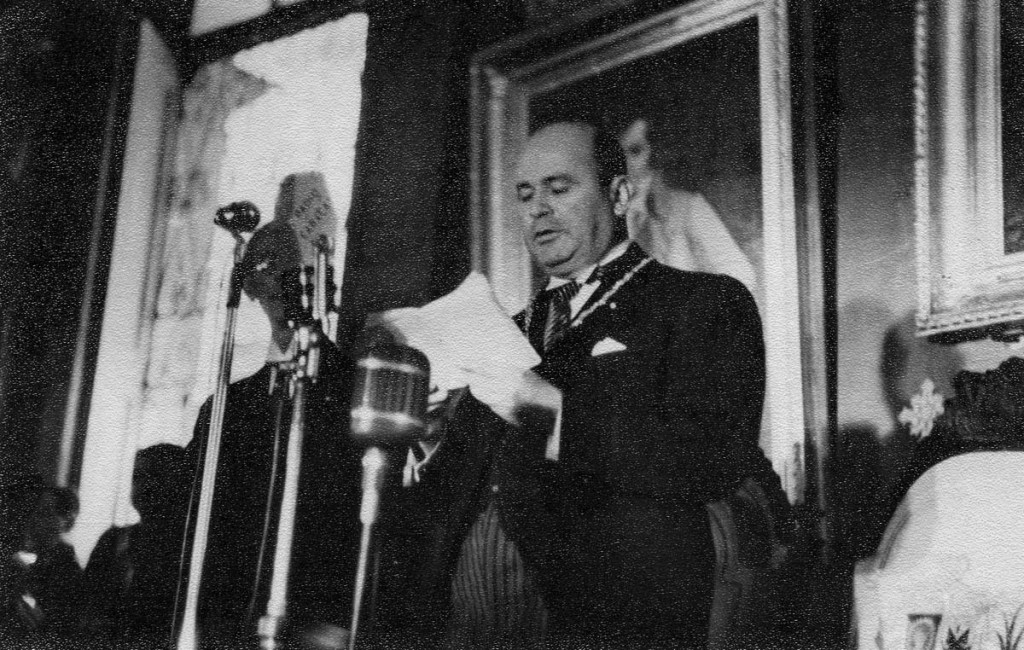
Toma de posesión de Isaías Medina Angarita.

Las elecciones presidenciales de Venezuela de 1941 dieron como vencedor al ministro de Guerra y Marina Isaías Medina Angarita. Durante su gobierno se legalizan los partidos políticos de centroizquierda, los cuales hasta ese momento habían sido perseguidos, iniciando con el Partido Democrático Nacional en junio de 1941 el cual se transforma en Acción Democrática. La actividad partidista se pudo desarrollar gracias al clima de respeto y de libertad de expresión que supo imprimir a su gobierno el General Medina el cual fundó el Partido Democrático Venezolano.
El gobierno de Isaías Medina Angarita decide ordenar la demolición de todas las casas, bares y prostíbulos que se encontraban en la zona pobre de Caracas para dar paso a la reurbanización El Silencio el 25 de julio de 1942. Ese mismo año se empezó a emitir la Cédula de identidad en Venezuela.

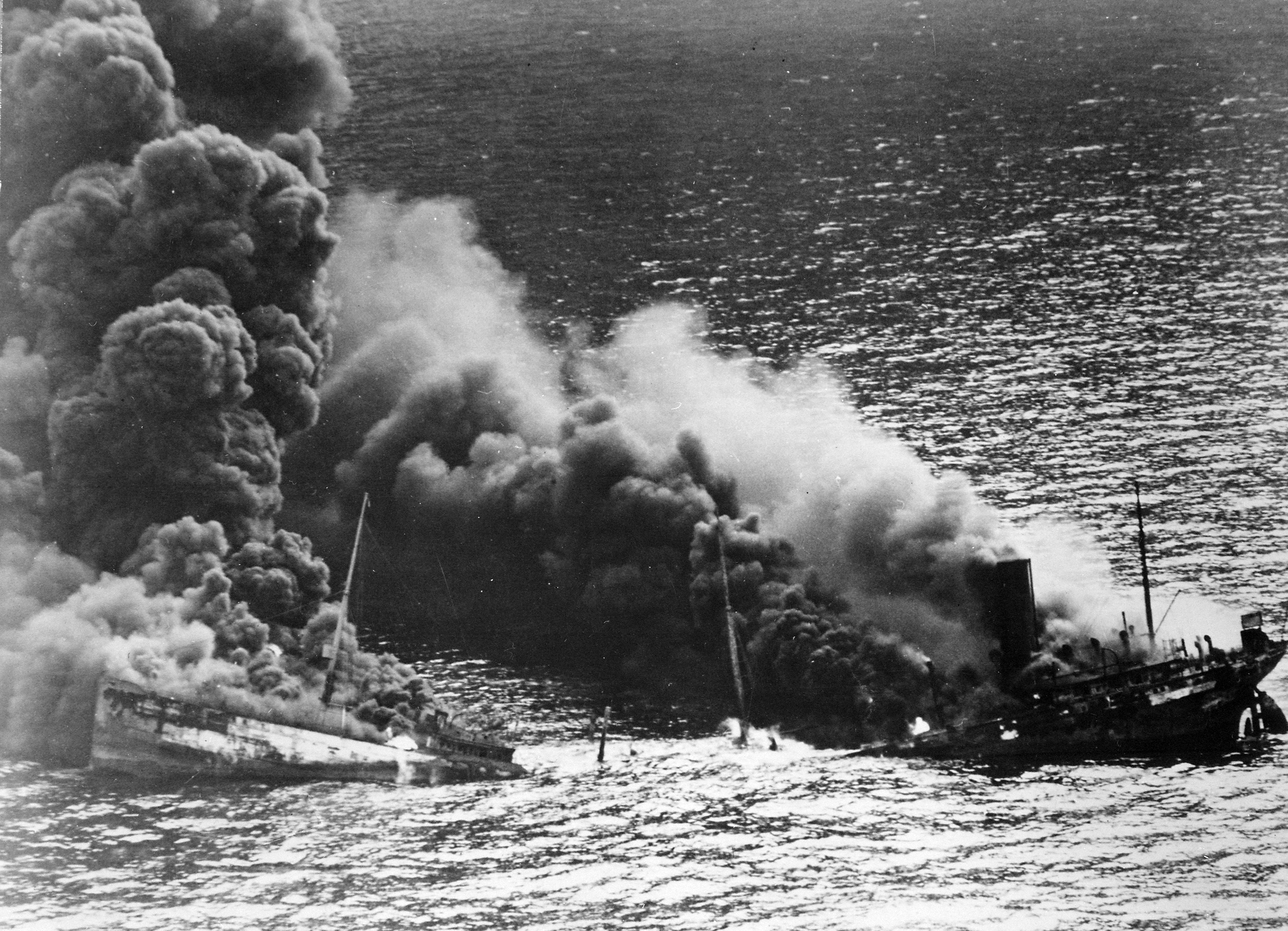
Hundimiento del Monagas

Estuvo del bando de los aliados de la Segunda Guerra Mundial suministrando petróleo y rompió relaciones con la Potencias del Eje en 1942 luego que submarinos alemanes provocaran el hundimiento del buque petrolero Monagas.
La Ley de Hidrocarburos de 1943 extendía por 40 años más las concesiones a las empresas extranjeras con la condición que se instalaran refinerías petroleras en el territorio venezolano, todas las procesiones de estas debían se entregadas al estado en 1983. En 1945 una reforma constitucional permite la legalización del Partido Comunista de Venezuela

### Golpe de Estado de 1945

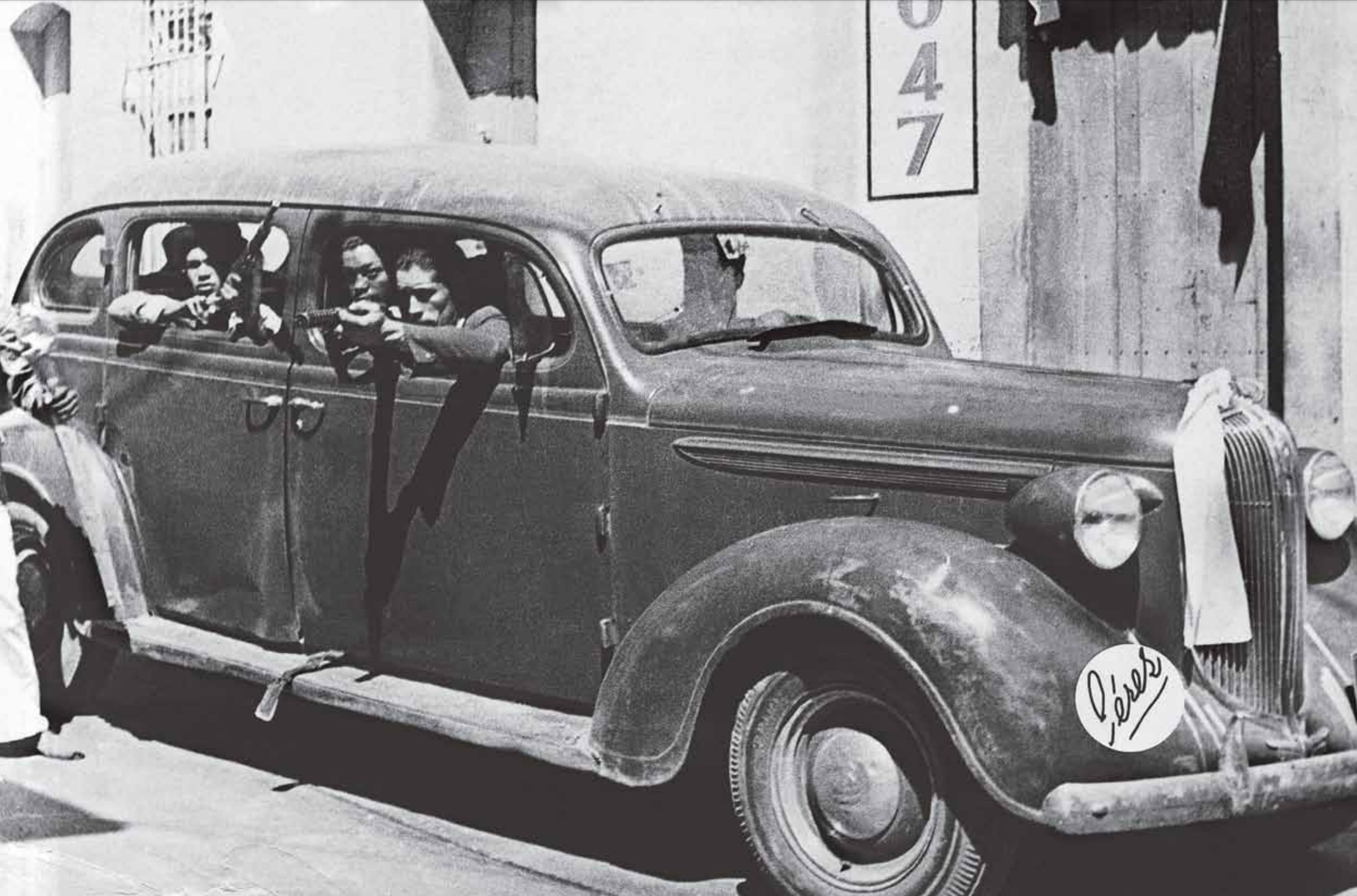
Civiles mal armados que apoyan a las tropas alzadas durante el Golpe de Estado.

Para las elecciones de 1946 el gobierno optó por postular a Diógenes Escalante por el Partido Democrático Venezolano, candidato que además contaba con el apoyo de Acción Democrática (AD) principal partido de oposición, sin embargo la salud mental de Escalante se deterioró y fue reemplazado por Ángel Biaggini, candidato que no fue del agrado de AD.
La dirigencia de AD exigía que se estableciera elecciones con voto universal, directo y secreto para las elecciones presidenciales que hasta ese momento eran elegidas por el Congreso. Esto provocó que Acción Democrática con apoyo de algunos militares descontentos dieran un golpe de Estado el 18 de octubre de 1945 dando fin a la hegemonía Andina e iniciando un breve periodo democrático conocido como Trienio Adeco.